# Casterets
Casterets é uma comuna francesa na região administrativa de Occitânia, no departamento dos Altos Pirenéus. Estende-se por uma área de 1,86 km², Em 2010 a comuna tinha 13 habitantes (densidade: 7 hab./km²)..